# Lillåstrandskolan

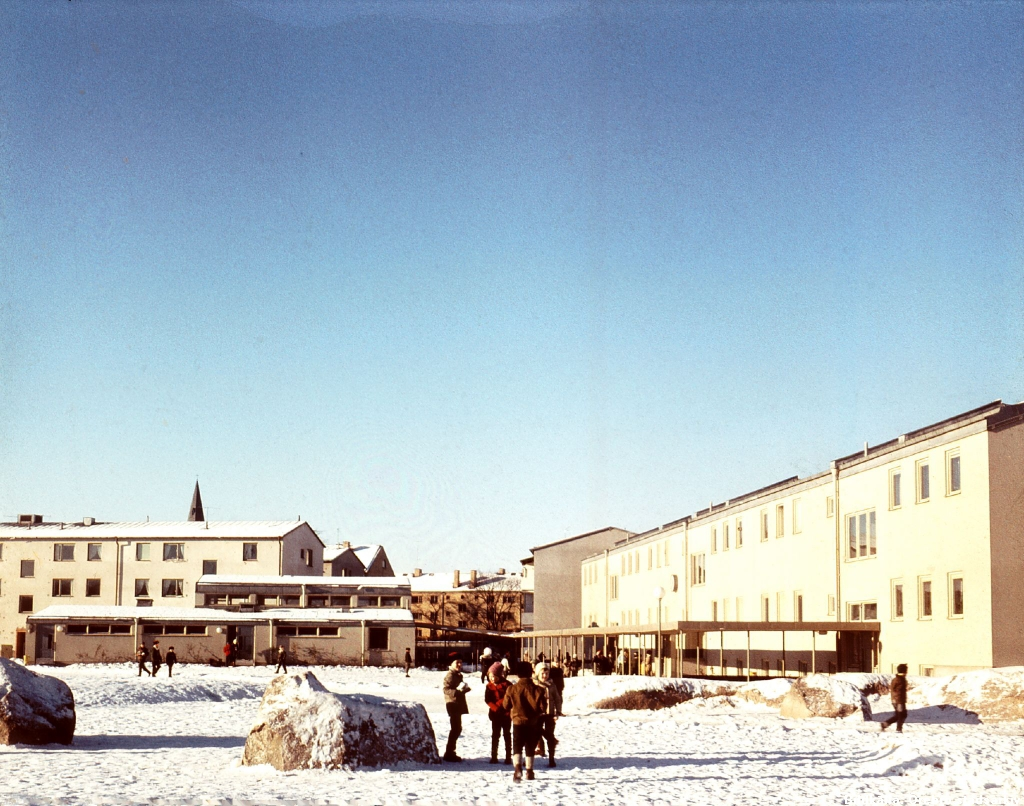
Lillåstrandskolan på 1960-talet.

Lillåstrandskolan var en lågstadieskola i Örebro. Den byggdes år 1959 för 12 klasser. Arkitekt var Bruno Alm, Örebro.
Lillåstrandskolan lades ner 2005 och stod öde fram till 2008. Samma år började man riva den. Området är 2013 helt bebyggt med bostadshus. 
Lillåstrandskolan var granne med daghemmet Villekulla och Ulla Billquist-parken.